# Municipio de Chilgren
El municipio de Chilgren (en inglés: Chilgren Township) es un municipio ubicado en el condado de Lake of the Woods en el estado estadounidense de Minnesota. En el año 2010 tenía una población de 182 habitantes y una densidad poblacional de 1,95 personas por km².

## Geografía
El municipio de Chilgren se encuentra ubicado en las coordenadas 48°51′56″N 95°2′50″O / 48.86556, -95.04722. Según la Oficina del Censo de los Estados Unidos, el municipio tiene una superficie total de 93.11 km², de la cual 93,04 km² corresponden a tierra firme y (0,08 %) 0,07 km² es agua.

## Demografía
Según el censo de 2010, había 182 personas residiendo en el municipio de Chilgren. La densidad de población era de 1,95 hab./km². De los 182 habitantes, el municipio de Chilgren estaba compuesto por el 99,45 % blancos y el 0,55 % eran de una mezcla de razas. Del total de la población el 0 % eran hispanos o latinos de cualquier raza.